# Cayo Rabirio
Cayo Rabirio (en latín, Gaius Rabirius) fue un senador de la Antigua Roma del siglo I a. C. que participó en el asesinato del tribuno de la plebe Lucio Apuleyo Saturnino. Fue llevado a juicio cuarenta años después, en el año 63 a. C., por Tito Labieno y defendido por Cicerón.

## Antecedentes
En el año 100 a. C. Saturnino fue declarado fuera de la ley por el Senado y sitiado en el Capitolio. Tras verse obligado a rendirse por falta de agua, fue asesinado junto con sus partidarios. Cayo Mario, cónsul en aquel año y protector del tribuno en años anteriores, fue impelido a llevar a cabo el ataque con el apoyo de los principales hombres del Estado romano. Cuarenta años después, uno de los pocos supervivientes que habían tenido parte activa en el acontecimiento era Rabirio, retirado desde entonces y de edad muy avanzada.
El juicio fue promovido por Julio César quien lo consideró necesario para disuadir al Senado de recurrir a las armas contra los populares, de forma que asustase a cualquiera que en el futuro tratase de dañar la sacrosantidad tribunicia, incluso en obediencia a un decreto del Senado. Julio César, por lo tanto, indujo al tribuno de la plebe Tito Labieno, cuyo tío había sido una de las víctimas en la matanza, para que acusase a Rabirio (quien ya no contaba con sufrir consecuencias por sus actos pasados) de haber asesinado a Saturnino y hacer así un ejemplo con él.

## Juicio
Para hacer la advertencia más llamativa, Labieno no procedió contra Rabirio por un delito de maiestas, sino que revivió la antigua acusación de perduellio. Esta llevaba abandonada desde el año 384 a. C., ya que las personas condenadas por tal delito eran entregadas al verdugo público y colgadas del árbol maldito. El juicio era dirigido por los duumviri perduellionis, nombrados para la ocasión primero por los Comitia curiata, pero más adelante por los Comitia centuriata. En el caso del juicio contra Rabirio, los duumviri fueron nombrados por el pretor quien escogió a Julio César y a su pariente Lucio Julio César. Con estos jueces, el resultado del juicio fue la condena de Rabirio y la aplicación de la sentencia de muerte. Para evitar la ejecución, Rabirio apeló a los Comitia centuriata.
El caso atrajo gran atención, ya que no solo estaba en juego la vida de Rabirio, sino la autoridad del Senado. Los aristócratas no escatimaron esfuerzos para salvar al acusado, mientras los populares emplearon todos medios a su alcance para excitar a la multitud y conseguir la condena.
El día del juicio, Labieno colocó el busto de Saturnino en el campo de Marte y limitó la defensa a media hora. Hortensio y Cicerón representaron al acusado. El primero se encargó de la defensa jurídica del acusado, rechazando que hubiese asesinado a Saturnino  —muerto por un esclavo llamado Esceva—, mientras que el arpinate se ocupó de las repercusiones políticas. Admitió que su defendido había tomado las armas contra Saturnino, pero que lo hizo en respuesta a un llamado del Senado y para defender al Estado. Rabirio merecía elogios y no ser acusado de asesinato porque este estaba justificado por el bien público. El hecho estuvo además apoyado por Mario y todos los hombres distinguidos de la época. Sin embargo, el pueblo exigió venganza por el tribuno de la plebe caído. Estaban a punto de votar, y hubiesen ratificado la decisión de los duumviri, cuando el pretor Quinto Cecilio Metelo Céler retiró la bandera militar que ondeaba en el Janículo y se suspendió el juicio. Era esta una antigua costumbre de los tiempos en los que las fronteras de Roma se extendían a penas más allá de los límites de la Ciudad, llevada a efecto cuando el campo de Marte podía ser sorprendido por el enemigo. Aunque había perdido todo su significado, la práctica todavía se mantenía.
Rabirio se libró de la condena, puesto que no fue llevado de nuevo a juicio. Julio César se contentó con haber enviado una advertencia al Senado.

## Familia
Rabirio no tuvo hijos naturales. Adoptó al hijo de su hermana, Cayo Rabirio Póstumo, que tomó así su nombre.

## Carmen de Bello Actiaco
Se atribuye a C. Rabinius la autoría del "Carmen de Bello Actiaco" un poema en hexámetros latinos encontrado en el papiro 817 de Herculano. La atribución es discutible. Fuente: http://classics.oxfordre.com/view/10.1093/acrefore/9780199381135.001.0001/acrefore-9780199381135-e-1374?product=orecla#acrefore-9780199381135-e-1374